# ماریا شرادر
ماریا شرادر (آلمانی: Maria Schrader؛ زادهٔ ۲۷ سپتامبر ۱۹۶۵) هنرپیشه و کارگردان اهل آلمان است.
از فیلم‌ها یا برنامه‌های تلویزیونی که وی در آنها نقش داشته‌است می‌توان به شب خاموش، من آدم تو هستم و در تاریکی اشاره کرد.
شریدر موفق شد در سال ۱۹۹۹ جایزهٔ خرس نقره‌ای جشنواره فیلم برلین را از آنِ خود کند.